# Lindsay River (Frankland River)
Der Lindsay River ist ein Fluss im Nordwesten des australischen Bundesstaates Tasmanien.

## Geografie

### Flusslauf
Der rund 31 Kilometer lange Lindsay River entspringt an den Nordhängen des Mount Holloways in der Arthur Pieman Conservation Area. Von dort fließt er nach Norden und bildet rund vier Kilometer östlich der Siedlung Balfour, am Ostrand des Schutzgebietes, zusammen mit dem Horton River den Frankland River.

### Nebenflüsse mit Mündungshöhen
Der Lindsay River hat folgende Nebenflüsse:
- Eighty Creek – 224 m
- Waratah Creek – 170 m
- Leigh River – 153 m